# 東アフリカ時間
| 黒 | UTC-1: | （CVT）- カーボベルデ時間    |                            |
| 緑 | UTC+0: | （WET）- 西ヨーロッパ時間    | （GMT）- グリニッジ標準時  |
| 青 | UTC+1: | （CET）- 中央ヨーロッパ時間  | （WAT）- 西アフリカ時間    |
| 青 | UTC+1: | （WEST）- 西ヨーロッパ夏時間 |                            |
| 赤 | UTC+2: | （CAT）- 中央アフリカ時間    | （EET）- 東ヨーロッパ時間  |
| 赤 | UTC+2: | （SAST）- 南アフリカ標準時   | （WAST）- 西アフリカ夏時間 |
| 黄 | UTC+3: | （EEST）- 東ヨーロッパ夏時間 | （EAT）- 東アフリカ時間    |
| 灰 | UTC+4: | （MUT）- モーリシャス時間    | （SCT）- セーシェル時間    |

東アフリカ時間（ひがしアフリカじかん、East Africa Time - EAT）は、協定世界時 (UTC) を3時間進ませた標準時(UTC+3)で、モスクワ時間や東ヨーロッパ夏時間と同じ時間帯にあたる。
この時間帯を採用している国が赤道付近の地域なので、年間を通じて日の長さの大きな変化はない。したがって、夏時間は採用していない。
東アフリカ時間は次の国々によって使用されている。
- コモロ
- ジブチ
- エリトリア
- エチオピア
- ケニア
- マダガスカル
- ソマリア
- タンザニア
- ウガンダ